# Monte Marcus Baker
El monte Marcus Baker es la cumbre más alta de la cordillera Chugach de Alaska. Está localizado aproximadamente 120 km al este de Anchorage. A pesar de sus relativamente modestos 4000 metros de altura, esta cumbre sobresale considerablemente respecto a su entorno, debido a su proximidad a la línea de costa. Se encuentra tan solo a 20 km al norte del frente del glaciar de Harvard. Si se considera el desnivel de la cumbre respecto el terreno colindante, es la 67.ª montaña más prominente del mundo.

## Historia
El monte Marcus Baker fue originalmente llamado "Monte Saint Agnes". Según Bradford Washburn, James W. Bagley, del USGS, le puso el nombre de su esposa Agnes, agregando el "Santo" con la esperanza de que se mantuviera la denominación. Pero el nombre se cambió posteriormente para honrar al cartógrafo y geólogo Marcus Baker.
El pico fue escalado por primera vez el 19 de junio de 1938 por una partida dirigida por el famoso explorador Bradford Washburn. La ascensión duró casi dos meses, debido a los retrasos causados por el mal tiempo. La ruta estándar en la actualidad es la de la Arista Norte. A pesar de ser mucho más bajo en elevación que el monte Denali, la escalada del monte Marcus Baker es un ascenso igualmente complejo, debido a la lejanía del pico y a la distancia a recorrer resultante de la marcha de aproximación y del ascenso. Varios escaladores notables han perecido o sufrido lesiones permanentes al intentar alcanzar la cima, ya que las condiciones de escalada pueden cambiar rápidamente debido a la aparición de tormentas repentinas. A principios de 1988, una bióloga de 28 años del estado de Alaska, Sylvia Jean Lane, falleció por hipotermia cuando una tormenta de dos días la separó de sus dos acompañantes cuando intentaban alcanzar la cima en un ascenso invernal.

## Clasificaciones
De acuerdo con sus características, el monte Marcus Baker ocupa los siguientes puestos en las distintas clasificaciones de montañas en función de sus características:
| Clasificación                                 | Posición |
| --------------------------------------------- | -------- |
| Picos más prominentes del mundo               | 67       |
| Picos más altos de América del Norte          | 117      |
| Picos más prominentes de América del Norte    | 13       |
| Picos más aislados de América del Norte       | 103      |
| Picos principales más altos de Estados Unidos | 97       |
| Picos más prominentes de los Estados Unidos   | 8        |
| Picos más aislados de Estados Unidos          | 39       |
| Picos principales más altos de Alaska         | 23       |